# Naim Frashëri

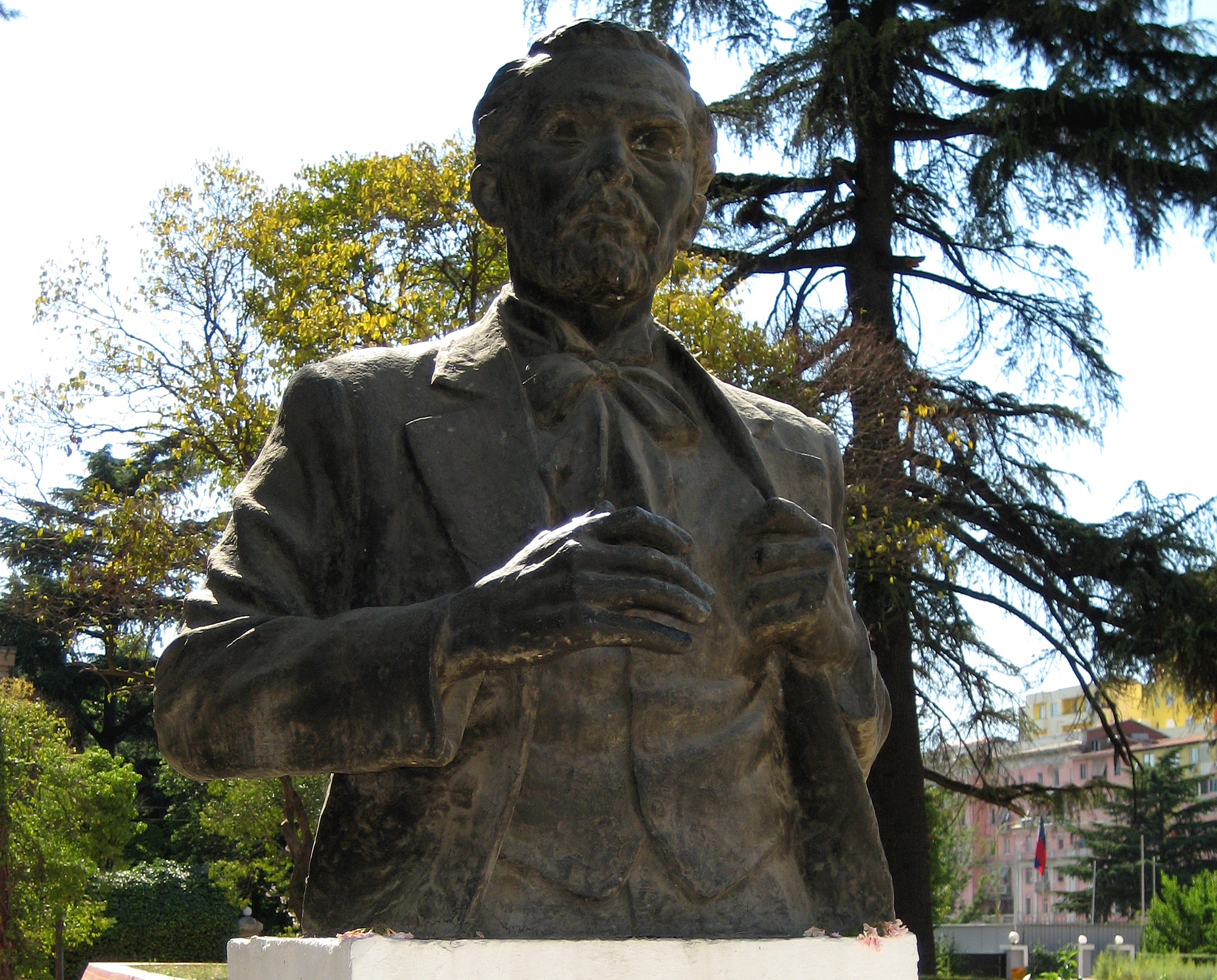
Pomnik Frashëriego w Tiranie

Naim Frashëri (ur. 25 maja 1846, zm. 20 października 1900) – albański poeta.

## Życiorys
Syn zubożałego beja z okolic miejscowości Frashër, gdzie w klasztorze bektaszytów zaczął naukę tureckiego, perskiego i arabskiego. W 1869 ukończył Szkołę Zosimaia w Janinie. Urzędnik turecki, wziął udział w walce wyzwoleńczej swoich rodaków, a swoją twórczością zasłużył na miano czołowego przedstawiciela albańskiego odrodzenia. Od 1882 działał w Stambule, gdzie jego brat, Sami Frashëri, kierował albańskim towarzystwem patriotycznym.
Frashëri jest autorem 22 dzieł: czterech w języku tureckim, jednego w perskim, dwóch w języku greckim i piętnastu w albańskim. Napisał m.in. liryczny poemat Bagëti e bujqësia (Bukoliki i georgiki, Bukareszt, 1886), opisujący piękno rodzinnych stron oraz życie pasterzy i rolników; zbiór liryk filozoficznych Luletë e verësë (Kwiaty wiosenne, Bukareszt, 1890) i poemat epicki Istori’e Skënderbeut (Historia Skanderbega, Bukareszt, 1898), opiewający walki albańskiego bohatera narodowego przeciwko Turkom w XV w.